# رابرت وترز
رابرت وترز (انگلیسی: Robert Whetters؛ زادهٔ ۲ سپتامبر ۱۹۳۹) دوچرخه‌سوار اهل استرالیا است. وی در بازی‌های المپیک تابستانی ۱۹۶۰ شرکت کرده‌است.